# Consell Insular de Menorca
El Consell Insular de Menorca o, abreujadament a l'illa, Consell o CIMe, és una institució d'autogovern en l'àmbit de l'illa de Menorca. Va ser creat l'any 1978 arran de l'aprovació del règim de Consells Insulars, amparant-se en l'article 141.4 de la Constitució Espanyola de 1978 i instituït oficialment segons el que acorda l'Estatut d'Autonomia de les Illes Balears de 1983. Està regulat per la Llei 4/2022, de 28 de juny de Consells Insulars.
La institució exerceix, segons les competències, un poder legislatiu (Ple del Consell) i executiu. El ple es compon de 13 consellers, d'acord amb el percentatge de vots que obté cada formació política en les eleccions directes al Consell. Aquest darrer fet és un canvi introduït a la reforma de l'Estatut d'Autonomia de les Illes Balears, en vigor des de l'1 de març de 2007. Abans, i amb l'Estatut de 1983, els consellers sortien elegits de la votació a la circumscripció de Menorca a les eleccions al Parlament de les Illes Balears. Aquest ple s'encarrega d'aprovar les tasques i triar el president de la institució.
L'actual president del Consell és Adolto Vilafranca Florit des de l'any 2023.

## Regulació
El consell insular es regeix pel que estableix l'Estatut d'Autonomia de les Illes Balears de 2007, desenvolupat en aquest punt per la Llei 8/2000, de 27 d'octubre, de consells insulars. El seu règim de finançament està regulat a la Llei 2/2002, de 3 d'abril, de sistema de finançament definitiu dels consells insulars.
Igualment, el consell insular ha dictat un reglament orgànic propi en el qual es defineixen els òrgans que els integren i les funcions que desenvolupen.

## Elecció
L'elecció dels membres del Consell Insular de Menorca es regeix per tres lleis:
- La Llei Orgànica 5/1985, de 19 de juny, del Règim Electoral General
- La Llei 8/1986, de 26 de novembre, Electoral de la Comunitat Autònoma de les Illes Balears
- La Llei 7/2009, d'11 de desembre, Electoral dels Consells Insulars

El Consell de Menorca es compon de 13 consellers que són elegits per circumscripció insular única. La legislatura té una durada de quatre anys i la seva elecció es produeix, sota convocatòria del President de les Illes Balears, simultàniament amb la resta de Consells Insulars i la de les eleccions municipals. Habitualment també coincideixen amb les eleccions al Parlament de les Illes Balears.
No poden ser elegides aquelles persones que la LOREG contempla, així com tampoc els següents casos:
- Els ministres i els secretaris d'Estat del Govern de l'Estat.
- El síndic de greuges, els membres de la Sindicatura de Comptes i els membres del Consell Consultiu.
- El president del Consell Econòmic i Social i el del Consell Audiovisual.
- Els parlamentaris de les assemblees legislatives d'altres comunitats autònomes.
- Els presidents, els membres del Consell de Govern i els alts càrrecs d'altres comunitats autònomes.
- Els qui exerceixin funcions o càrrecs conferits i remunerats per estats estrangers.
- El director general de l'ens públic de Radiotelevisió de les Illes Balears i els directors de les societats que en depenen, com també la resta de directors dels mitjans públics de comunicació de les Illes Balears.
- Els senadors elegits en representació de la comunitat autònoma.

## Política i govern

### Presidents i presidentes electes (1979-2023)
| Legislatura | Període | President o presidenta | Partit polític | Govern | Govern                   |
| --- | --- | --- | --- | --- | ------------------------ |
| Preautonomia | 1979 - 1983 | Francesc Tutzó Bennàsar | | Majoria absoluta | Majoria absoluta         |
| I | 1983 - 1987 | Tirso Pons Pons | | Govern PSOE i PSM | Govern PSOE i PSM        |
| II | 1987 - 1991 | Tirso Pons Pons | | Govern PSOE i PSM | Govern PSOE i PSM        |
| III | 1991 - 1995 | Albert Moragues Gomila (1991) | | Govern PSOE i PSM | 1                        |
| III | 1991 - 1995 | Joan Huguet Rotger (1991 - 1995) | | Govern PP i 1 no adscrit | 1                        |
| IV | 1995 - 1999 | Joan Huguet Rotger (juliol 1995) | | Majoria absoluta | 2                        |
| IV | 1995 - 1999 | Cristòfol Triay Humbert (1995 - 1999) | | Majoria absoluta | 2                        |
| V | 1999 - 2003 | Joana Maria Barceló Martí | | Govern PSOE, PSM i EM | Govern PSOE, PSM i EM    |
| VI | 2003 - 2007 | Joana Maria Barceló Martí | | Govern PSOE i PSM | Govern PSOE i PSM        |
| VII | 2007 - 2011 | Joana Maria Barceló Martí (2007 - 2008) | | Govern PSOE i PSM | 3                        |
| VII | 2007 - 2011 | Marc Pons Pons (2008 - 2011) | | Govern PSOE i PSM | 3                        |
| VIII | 2011 - 2015 | Santiago Tadeo Florit | | Majoria absoluta | Majoria absoluta         |
| IX | 2015 - 2019 | Maite Salord Ripoll (2015 - 2017) | | Govern PSOE, MÉS i Podem | 4                        |
| IX | 2015 - 2019 | Susana Mora Humbert (2017 - 2019) | | Govern PSOE, MÉS i Podem | 4                        |
| X | 2019 - 2023 | Susana Mora Humbert | | Govern PSOE, MÉS i Podem | Govern PSOE, MÉS i Podem |
| XI | 2023 - actualitat | Adolfo Vilafranca Florit | | Govern en minoria | 5                        |
| Observacions | | | | |                          |
| El 18 de setembre de 1991, prosperà la moció de censura presentada pel Partit Popular, amb 7 vots a favor (6 del PP i 1 del PSOE). S'obrí un capítol de transfuguisme, protagonitzat pel conseller socialista Jaume Peralta, el qual va trair al seu partit. Fou investit president el candidat popular, Joan Huguet Rotger. | El 18 de setembre de 1991, prosperà la moció de censura presentada pel Partit Popular, amb 7 vots a favor (6 del PP i 1 del PSOE). S'obrí un capítol de transfuguisme, protagonitzat pel conseller socialista Jaume Peralta, el qual va trair al seu partit. Fou investit president el candidat popular, Joan Huguet Rotger. | El 18 de setembre de 1991, prosperà la moció de censura presentada pel Partit Popular, amb 7 vots a favor (6 del PP i 1 del PSOE). S'obrí un capítol de transfuguisme, protagonitzat pel conseller socialista Jaume Peralta, el qual va trair al seu partit. Fou investit president el candidat popular, Joan Huguet Rotger. | El 18 de setembre de 1991, prosperà la moció de censura presentada pel Partit Popular, amb 7 vots a favor (6 del PP i 1 del PSOE). S'obrí un capítol de transfuguisme, protagonitzat pel conseller socialista Jaume Peralta, el qual va trair al seu partit. Fou investit president el candidat popular, Joan Huguet Rotger. | El 18 de setembre de 1991, prosperà la moció de censura presentada pel Partit Popular, amb 7 vots a favor (6 del PP i 1 del PSOE). S'obrí un capítol de transfuguisme, protagonitzat pel conseller socialista Jaume Peralta, el qual va trair al seu partit. Fou investit president el candidat popular, Joan Huguet Rotger. | 1                        |
| El 27 de juliol de 1995, el president electe, Joan Huguet Rotger, és elegit president de la Mesa del Parlament de les Illes Balears. Fou substituït per Cristòfol Triay Humbert, el qual comptava amb una trajectòria política densa, essent batle d'Alaior (1979-1983) i conseller de Comerç i Indústria del Govern de les Illes Balears (1991-1995), entre altres càrrecs.                                                                        | El 27 de juliol de 1995, el president electe, Joan Huguet Rotger, és elegit president de la Mesa del Parlament de les Illes Balears. Fou substituït per Cristòfol Triay Humbert, el qual comptava amb una trajectòria política densa, essent batle d'Alaior (1979-1983) i conseller de Comerç i Indústria del Govern de les Illes Balears (1991-1995), entre altres càrrecs.                                                                        | El 27 de juliol de 1995, el president electe, Joan Huguet Rotger, és elegit president de la Mesa del Parlament de les Illes Balears. Fou substituït per Cristòfol Triay Humbert, el qual comptava amb una trajectòria política densa, essent batle d'Alaior (1979-1983) i conseller de Comerç i Indústria del Govern de les Illes Balears (1991-1995), entre altres càrrecs.                                                                        | El 27 de juliol de 1995, el president electe, Joan Huguet Rotger, és elegit president de la Mesa del Parlament de les Illes Balears. Fou substituït per Cristòfol Triay Humbert, el qual comptava amb una trajectòria política densa, essent batle d'Alaior (1979-1983) i conseller de Comerç i Indústria del Govern de les Illes Balears (1991-1995), entre altres càrrecs.                                                                        | El 27 de juliol de 1995, el president electe, Joan Huguet Rotger, és elegit president de la Mesa del Parlament de les Illes Balears. Fou substituït per Cristòfol Triay Humbert, el qual comptava amb una trajectòria política densa, essent batle d'Alaior (1979-1983) i conseller de Comerç i Indústria del Govern de les Illes Balears (1991-1995), entre altres càrrecs.                                                                        | 2                        |
| El 12 de setembre de 2008 es produeix la renúncia de la presidenta, Joana Maria Barceló Martí. El motiu fou la seva designació com a nova portaveu i Consellera de Treball i Formació del Govern de les Illes Balears. Fou substituïda pel vicepresident primer i Conseller d'Ordenació de Territori i Habitatge, Marc Pons Pons. | El 12 de setembre de 2008 es produeix la renúncia de la presidenta, Joana Maria Barceló Martí. El motiu fou la seva designació com a nova portaveu i Consellera de Treball i Formació del Govern de les Illes Balears. Fou substituïda pel vicepresident primer i Conseller d'Ordenació de Territori i Habitatge, Marc Pons Pons. | El 12 de setembre de 2008 es produeix la renúncia de la presidenta, Joana Maria Barceló Martí. El motiu fou la seva designació com a nova portaveu i Consellera de Treball i Formació del Govern de les Illes Balears. Fou substituïda pel vicepresident primer i Conseller d'Ordenació de Territori i Habitatge, Marc Pons Pons. | El 12 de setembre de 2008 es produeix la renúncia de la presidenta, Joana Maria Barceló Martí. El motiu fou la seva designació com a nova portaveu i Consellera de Treball i Formació del Govern de les Illes Balears. Fou substituïda pel vicepresident primer i Conseller d'Ordenació de Territori i Habitatge, Marc Pons Pons. | El 12 de setembre de 2008 es produeix la renúncia de la presidenta, Joana Maria Barceló Martí. El motiu fou la seva designació com a nova portaveu i Consellera de Treball i Formació del Govern de les Illes Balears. Fou substituïda pel vicepresident primer i Conseller d'Ordenació de Territori i Habitatge, Marc Pons Pons. | 3                        |
| El 7 de juliol de 2017 en sessió extraordinària, prengué possessió del càrrec de presidenta, la socialista Susana Mora Humbert. Fins al moment ocupava el càrrec de Vicepresidenta primera i Consellera d'Ordenació del Territori i Turisme. Agafà el relleu de Maite Salord Ripoll, fruit de l'acord de governabilitat signat el 2015 entre PSOE, Més per Menorca i Podem, on s'acordà la presidència compartida durant dos anys entre MÉS i PSOE. | El 7 de juliol de 2017 en sessió extraordinària, prengué possessió del càrrec de presidenta, la socialista Susana Mora Humbert. Fins al moment ocupava el càrrec de Vicepresidenta primera i Consellera d'Ordenació del Territori i Turisme. Agafà el relleu de Maite Salord Ripoll, fruit de l'acord de governabilitat signat el 2015 entre PSOE, Més per Menorca i Podem, on s'acordà la presidència compartida durant dos anys entre MÉS i PSOE. | El 7 de juliol de 2017 en sessió extraordinària, prengué possessió del càrrec de presidenta, la socialista Susana Mora Humbert. Fins al moment ocupava el càrrec de Vicepresidenta primera i Consellera d'Ordenació del Territori i Turisme. Agafà el relleu de Maite Salord Ripoll, fruit de l'acord de governabilitat signat el 2015 entre PSOE, Més per Menorca i Podem, on s'acordà la presidència compartida durant dos anys entre MÉS i PSOE. | El 7 de juliol de 2017 en sessió extraordinària, prengué possessió del càrrec de presidenta, la socialista Susana Mora Humbert. Fins al moment ocupava el càrrec de Vicepresidenta primera i Consellera d'Ordenació del Territori i Turisme. Agafà el relleu de Maite Salord Ripoll, fruit de l'acord de governabilitat signat el 2015 entre PSOE, Més per Menorca i Podem, on s'acordà la presidència compartida durant dos anys entre MÉS i PSOE. | El 7 de juliol de 2017 en sessió extraordinària, prengué possessió del càrrec de presidenta, la socialista Susana Mora Humbert. Fins al moment ocupava el càrrec de Vicepresidenta primera i Consellera d'Ordenació del Territori i Turisme. Agafà el relleu de Maite Salord Ripoll, fruit de l'acord de governabilitat signat el 2015 entre PSOE, Més per Menorca i Podem, on s'acordà la presidència compartida durant dos anys entre MÉS i PSOE. | 4                        |
| El 14 de novembre de 2023 el president del Consell Insular de Menorca, Sr. Adolfo Vilafranca Florit, cessa a la consellera d'Habitatge, Ocupació, Innovació i Agenda Urbana, Sra. María de Teresa de Medrano de Olives. Des d'aleshores, es trenca el pacte de govern entre PP i VOX, i es conforme un govern en minoria: sis consellers del Partit Popular i un no electe.                                                                         | El 14 de novembre de 2023 el president del Consell Insular de Menorca, Sr. Adolfo Vilafranca Florit, cessa a la consellera d'Habitatge, Ocupació, Innovació i Agenda Urbana, Sra. María de Teresa de Medrano de Olives. Des d'aleshores, es trenca el pacte de govern entre PP i VOX, i es conforme un govern en minoria: sis consellers del Partit Popular i un no electe.                                                                         | El 14 de novembre de 2023 el president del Consell Insular de Menorca, Sr. Adolfo Vilafranca Florit, cessa a la consellera d'Habitatge, Ocupació, Innovació i Agenda Urbana, Sra. María de Teresa de Medrano de Olives. Des d'aleshores, es trenca el pacte de govern entre PP i VOX, i es conforme un govern en minoria: sis consellers del Partit Popular i un no electe.                                                                         | El 14 de novembre de 2023 el president del Consell Insular de Menorca, Sr. Adolfo Vilafranca Florit, cessa a la consellera d'Habitatge, Ocupació, Innovació i Agenda Urbana, Sra. María de Teresa de Medrano de Olives. Des d'aleshores, es trenca el pacte de govern entre PP i VOX, i es conforme un govern en minoria: sis consellers del Partit Popular i un no electe.                                                                         | El 14 de novembre de 2023 el president del Consell Insular de Menorca, Sr. Adolfo Vilafranca Florit, cessa a la consellera d'Habitatge, Ocupació, Innovació i Agenda Urbana, Sra. María de Teresa de Medrano de Olives. Des d'aleshores, es trenca el pacte de govern entre PP i VOX, i es conforme un govern en minoria: sis consellers del Partit Popular i un no electe.                                                                         | 5                        |

### Històric de resultats eleccions al Consell Insular de Menorca(2007-2023)
Abans del canvi introduït a la reforma de l'Estatut d'Autonomia de les Illes Balears, en vigor des de l'1 de març de 2007, els consellers sortien elegits diputats de la votació a la circumscripció de Menorca a les eleccions al Parlament de les Illes Balears. Per tant, les eleccions de maig del 2007 fou el primer cop que es votar de forma separada els representants al Consell Insular de Menorca i al Parlament de les Illes Balears.
| Partit Polític                   | Logo                          | 2007 | 2011 | 2015 | 2019 | 2023 |
| -------------------------------- | ----------------------------- | ---- | ---- | ---- | ---- | ---- |
| Partit Popular                   |                               | 6    | 8    | 5    | 4    | 6    |
| Partit Socialista Obrer Espanyol |                               | 6    | 4    | 3    | 4    | 4    |
| Més per Menorca                  |                               | -    | -    | 3    | 3    | 2    |
| VOX                              |                               | -    | -    | -    | 0    | 1    |
| Unides Podem                     |                               | -    | -    | -    | 1    | 0    |
| Ciutadans de Menorca             |                               | -    | -    | 0    | 1    | 0    |
| Projecte Liberal Espanyol        |                               | -    | -    | -    | 0    | 0    |
| Proposta per les Illes Balears   |                               | -    | -    | 0    | 0    | -    |
| Actua                            |                               | -    | -    | -    | 0    | -    |
| Podem                            |                               | -    | -    | 2    | -    | -    |
| Esquerra de Menorca              |                               | 0    | 0    | 0    | -    | -    |
| Partit Socialista de Menorca     |                               | 1    | 1    | -    | -    | -    |
| Unió Menorquina                  |                               | -    | 0    | -    | -    | -    |
| Ciutadans en Blanc               |                               | 0    | 0    | -    | -    | -    |
| Els Verds de Menorca             |                               | -    | 0    | -    | -    | -    |
| Unió des Poble de Ciutadella     |                               | -    | 0    | -    | -    | -    |
| Unió, Progrés i Democràcia       |                               | -    | 0    | -    | -    | -    |
| Unió Centrista de Menorca        |                               | 0    | -    | -    | -    | -    |
| Número total de consellers/es    | Número total de consellers/es | 13   | 13   | 13   | 13   | 13   |

### Membres del Ple i organigrama del Consell Executiu

#### XII Legislatura (2023-2027)

##### A. Conselleries
| Conseller/a | Càrrec | Partit polític | O                            |
| Membres de l'equip de govern | Membres de l'equip de govern | Membres de l'equip de govern | Membres de l'equip de govern |
| --- | --- | --- | ---------------------------- |
| Adolfo Vilafranca Florit | President i conseller de Turisme i Fons Europeus | |                              |
| Carmen Reynés Calvache | Vicepresidenta primera i consellera de Benestar Social | |                              |
| Simón Gornés Hachero | Vicepresident segon i conseller de Medi Ambient, Reserva de la Biosfera i Cooperació Local | | 1                            |
| Joan Pons Torres | Conseller de Cultura, Educació, Joventut, Esports i Ocupació i portaveu del PP | | 3                            |
| Maria Antònia Taltavull | Consellera d'Economia i Serveis Generals | | 3                            |
| Nuria Torrent Pallicer | Consellera d'Ordenació Territorial, Turística, Habitatge i Agenda Urbana | | 1 3                          |
| Juan Manuel Delgado Díaz (conseller no electe) | Conseller de Mobilitat | | 2                            |
| Membres de l'oposició | | |                              |
| Susana Mora Humbert | Consellera a l'oposició i portaveu del PSOE | |                              |
| Eduardo Robsy Petrus | Conseller a l'oposició | |                              |
| Bàrbara Torrent Bagur | Consellera a l'oposició | |                              |
| Josep Pastrana Huguet | Conseller a l'oposició | |                              |
| Noemí García García | Consellera a l'oposició i portaveu de Més per Menorca | | 4                            |
| Esteve Barceló Marquès | Conseller a l'oposició | | 4                            |
| María de Teresa de Medrano de Olives | Consellera a l'oposició i portaveu de VOX | | 3                            |
| Observacions | | |                              |
| El 9 de juny de 2023, abans de la investidura, es produeixen les renúncies al càrrec de conseller/a la Sra. Elvira Capó García i el Sr. José Manuel Morales Bosch, números 4 i 5 de la candidatura del Partit Popular. Foren substituïts pels números 7 i 8, el Sr. Simón Gornés Hachero i la Sra. Núria Torrent Pallicer. | El 9 de juny de 2023, abans de la investidura, es produeixen les renúncies al càrrec de conseller/a la Sra. Elvira Capó García i el Sr. José Manuel Morales Bosch, números 4 i 5 de la candidatura del Partit Popular. Foren substituïts pels números 7 i 8, el Sr. Simón Gornés Hachero i la Sra. Núria Torrent Pallicer. | El 9 de juny de 2023, abans de la investidura, es produeixen les renúncies al càrrec de conseller/a la Sra. Elvira Capó García i el Sr. José Manuel Morales Bosch, números 4 i 5 de la candidatura del Partit Popular. Foren substituïts pels números 7 i 8, el Sr. Simón Gornés Hachero i la Sra. Núria Torrent Pallicer. | 1                            |
| El 5 de juliol de 2023, s'anuncia la incorporació com a conseller no electe del Consell Insular de Menorca, el Sr. Juan Manuel Delgado Díaz. Aquest assumirà la conselleria de Mobilitat, Carreteres, Transport Públic i ITV. | El 5 de juliol de 2023, s'anuncia la incorporació com a conseller no electe del Consell Insular de Menorca, el Sr. Juan Manuel Delgado Díaz. Aquest assumirà la conselleria de Mobilitat, Carreteres, Transport Públic i ITV. | El 5 de juliol de 2023, s'anuncia la incorporació com a conseller no electe del Consell Insular de Menorca, el Sr. Juan Manuel Delgado Díaz. Aquest assumirà la conselleria de Mobilitat, Carreteres, Transport Públic i ITV. | 2                            |
| El 14 de novembre de 2023, el president del Consell Insular de Menorca, Sr. Adolfo Vilafranca Florit cessa a la consellera d'Habitatge, Ocupació, Innovació i Agenda Urbana, la Sra. María de Teresa de Medrano de Olives. Va succeir després de la polèmica entorn del cessament del director insular de la conselleria i el nomenament del seu substitut per part del Partit Popular de Menorca. Les àrees de gestió es reordenaren de la següent forma: Habitatge i Agenda Urbana s'integra al Departament d'Ordenació Territorial i Turística. Ocupació i Formació formarà part del Departament de Cultura, Educació, Joventut i Esports. Innovació i Tecnologia passa a formar part del Departament d'Economia i Serveis Generals. D'aquest moment, la Sra. Medrano és consellera a l'oposició i portaveu de VOX al Consell Insular de Menorca. | El 14 de novembre de 2023, el president del Consell Insular de Menorca, Sr. Adolfo Vilafranca Florit cessa a la consellera d'Habitatge, Ocupació, Innovació i Agenda Urbana, la Sra. María de Teresa de Medrano de Olives. Va succeir després de la polèmica entorn del cessament del director insular de la conselleria i el nomenament del seu substitut per part del Partit Popular de Menorca. Les àrees de gestió es reordenaren de la següent forma: Habitatge i Agenda Urbana s'integra al Departament d'Ordenació Territorial i Turística. Ocupació i Formació formarà part del Departament de Cultura, Educació, Joventut i Esports. Innovació i Tecnologia passa a formar part del Departament d'Economia i Serveis Generals. D'aquest moment, la Sra. Medrano és consellera a l'oposició i portaveu de VOX al Consell Insular de Menorca. | El 14 de novembre de 2023, el president del Consell Insular de Menorca, Sr. Adolfo Vilafranca Florit cessa a la consellera d'Habitatge, Ocupació, Innovació i Agenda Urbana, la Sra. María de Teresa de Medrano de Olives. Va succeir després de la polèmica entorn del cessament del director insular de la conselleria i el nomenament del seu substitut per part del Partit Popular de Menorca. Les àrees de gestió es reordenaren de la següent forma: Habitatge i Agenda Urbana s'integra al Departament d'Ordenació Territorial i Turística. Ocupació i Formació formarà part del Departament de Cultura, Educació, Joventut i Esports. Innovació i Tecnologia passa a formar part del Departament d'Economia i Serveis Generals. D'aquest moment, la Sra. Medrano és consellera a l'oposició i portaveu de VOX al Consell Insular de Menorca. | 3                            |
| El 21 de juny de 2024, es produeix la renúncia al càrrec de conseller a l'oposició i portaveu de Més per Menorca del Sr. Josep Juaneda Mercadal per motius personals. Fou substituït pel número 3 de la llista electoral, el Sr. Esteve Barceló Marquès, amb experiència prèvia a l'institució insular, ja que fou director insular de Medi Ambient (2019-2023). Prengué possessió del càrrec el dia 15 de juliol de 2024, en sessió ordinària. D'altra banda, la consellera Sra. Noemí García García agafa el relleu com a nova portaveu del grup Més per Menorca. | El 21 de juny de 2024, es produeix la renúncia al càrrec de conseller a l'oposició i portaveu de Més per Menorca del Sr. Josep Juaneda Mercadal per motius personals. Fou substituït pel número 3 de la llista electoral, el Sr. Esteve Barceló Marquès, amb experiència prèvia a l'institució insular, ja que fou director insular de Medi Ambient (2019-2023). Prengué possessió del càrrec el dia 15 de juliol de 2024, en sessió ordinària. D'altra banda, la consellera Sra. Noemí García García agafa el relleu com a nova portaveu del grup Més per Menorca. | El 21 de juny de 2024, es produeix la renúncia al càrrec de conseller a l'oposició i portaveu de Més per Menorca del Sr. Josep Juaneda Mercadal per motius personals. Fou substituït pel número 3 de la llista electoral, el Sr. Esteve Barceló Marquès, amb experiència prèvia a l'institució insular, ja que fou director insular de Medi Ambient (2019-2023). Prengué possessió del càrrec el dia 15 de juliol de 2024, en sessió ordinària. D'altra banda, la consellera Sra. Noemí García García agafa el relleu com a nova portaveu del grup Més per Menorca. | 4                            |

##### B. Direccions insulars[5][6]
| Conselleria | Direcció Insular | Director/a | Àrees de gestió | Partit Polític | O |
| --- | --- | --- | --- | --- | - |
| Presidència, Conselleria de Turisme i Fons Europeus | Presidència | María José Ramírez Madrid | - Relacions institucionals | |   |
| Presidència, Conselleria de Turisme i Fons Europeus | Comunicació | Mercè Pérez Pons | - Comunicació interna i externa | |   |
| Presidència, Conselleria de Turisme i Fons Europeus | Promoció Turística i Fons Europeus | Begoña Mercadal Jiménez | - Informació turística - Promoció turística - Producte turístic - Fons europeus | |   |
| Conselleria de Benestar Social | Gent Gran, Dependència, i Diversitat Funcional | Melissa Manota Brooker | - Serveis d'atenció i suport a persones dependents i a persones amb diversitat funcional - Salut mental - Gent gran | |   |
| Conselleria de Benestar Social | Atenció Social | Daniel García del Mar | - Serveis socials no assignats específicament a una altra Direcció Insular - Seguretat Social - Atenció i suport als col·lectius en situació de risc o necessitat - Atenció a persones immigrants i nouvingudes - Atenció social als drogodependents i persones amb altres addiccions - Tutela, acolliment i adopció de menors - Família - Promoció de la salut - Polítiques de gènere, dona i LGTBIQ+ | |   |
| Conselleria de Medi Ambient, Reserva de la Biosfera i Cooperació | Medi Ambient | Mateu Ainsa Coll | - Medi ambient - Aigua - Residus - Energia | |   |
| Conselleria de Medi Ambient, Reserva de la Biosfera i Cooperació | Reserva de la Biosfera | David Vidal Seguí | - Reserva de Biosfera - Oficina de projectes de Reserva de Biosfera | |   |
| Conselleria de Medi Ambient, Reserva de la Biosfera i Cooperació | Projectes Sostenibles i Cooperació local e internacional | Antonio Periano Parpal Marta Febrer Torrens (juliol - setembre 2023)1 | - Cooperació local i assistència als municipis - Serveis de prevenció i extinció d´incendis i salvament - Emergències i protecció civil - Servei de protecció animal - Servei de neteja de platges i serveis complementaris - Projectes sostenibles incloent el Llatzeret - Cooperació Internacional | 1 |   |
| Conselleria d'Ordenació Territorial i Turística | Ordenació Territorial i Turística | Isabel Gómez Martí | - Ordenació i gestió del territori - Urbanisme - Litoral - Habitabilitat - Procediments de intervenció administrativa en matèria d'activitats - Habitatge | | 2 |
| Conselleria d'Ordenació Territorial i Turística | Ordenació Territorial i Turística | Jaime Fedelich Carretero | - Ordenació turística - Agenda Urbana | | 2 |
| Conselleria d'Economia i Serveis Generals | Economia | Sandra Beltrán Moll | - Agricultura - Ramaderia - Pesca - Caça - Recursos cinegètics - Artesania - Denominació d´origen - Projecció econòmica (comerç i industria) | |   |
| Conselleria d'Economia i Serveis Generals | Serveis Generals | Juan Reyes Pons Carreras | - Règim intern - Serveis jurídics - Contractació - Recursos humans - Manteniment i edificació - Informàtica - Servei d´atenció a la ciutadania - Servei Insular de prevenció de riscos laborals - Transparència i bon govern - Innovació - Tecnologia - Participació Ciutadana - Voluntariat | 2 |   |
| Conselleria de Cultura, Educació, Joventut i Esports | Joventut i Esports | Rafael Quintana Villalonga | - Joventut - Lleure - Esports - Ocupació - Formació | | 2 |
| Conselleria de Cultura, Educació, Joventut i Esports | Educació, Cultura i Patrimoni | Tiago Reurer Morlà | - Cultura - Política lingüística - Patrimoni històric i immaterial - Arxius i biblioteques - Actuacions en matèria d´educació - Gestió de la casa de Menorca a Barcelona | |   |
| Conselleria de Mobilitat | Transport | Adah García Orozco | - Servei de transport - ITV | |   |
| Conselleria de Mobilitat | Carreteres | Ramón Verdú Navarro | - Servei de carreteres - Camins públics - Rutes senderistes | |   |
| Observacions | | | | |   |
| El 14 de setembre de 2023 es produeix el cessament de la Sra. Marta Febrer Torrens com a directora insular de Projectes Sostenibles i Cooperació Local i Internacional per part del president del Consell Insular de Menorca, el Sr. Adolfo Vilafranca Florit. El motiu fou l'ús del recinte de Llatzaret i recursos de la mateixa institució per a la celebració d'una festa privada. Fou substituïda pel Sr. Antonio Periano Parpal, que prengué possessió del càrrec el 10 d'octubre de 2023. | El 14 de setembre de 2023 es produeix el cessament de la Sra. Marta Febrer Torrens com a directora insular de Projectes Sostenibles i Cooperació Local i Internacional per part del president del Consell Insular de Menorca, el Sr. Adolfo Vilafranca Florit. El motiu fou l'ús del recinte de Llatzaret i recursos de la mateixa institució per a la celebració d'una festa privada. Fou substituïda pel Sr. Antonio Periano Parpal, que prengué possessió del càrrec el 10 d'octubre de 2023. | El 14 de setembre de 2023 es produeix el cessament de la Sra. Marta Febrer Torrens com a directora insular de Projectes Sostenibles i Cooperació Local i Internacional per part del president del Consell Insular de Menorca, el Sr. Adolfo Vilafranca Florit. El motiu fou l'ús del recinte de Llatzaret i recursos de la mateixa institució per a la celebració d'una festa privada. Fou substituïda pel Sr. Antonio Periano Parpal, que prengué possessió del càrrec el 10 d'octubre de 2023. | El 14 de setembre de 2023 es produeix el cessament de la Sra. Marta Febrer Torrens com a directora insular de Projectes Sostenibles i Cooperació Local i Internacional per part del president del Consell Insular de Menorca, el Sr. Adolfo Vilafranca Florit. El motiu fou l'ús del recinte de Llatzaret i recursos de la mateixa institució per a la celebració d'una festa privada. Fou substituïda pel Sr. Antonio Periano Parpal, que prengué possessió del càrrec el 10 d'octubre de 2023. | El 14 de setembre de 2023 es produeix el cessament de la Sra. Marta Febrer Torrens com a directora insular de Projectes Sostenibles i Cooperació Local i Internacional per part del president del Consell Insular de Menorca, el Sr. Adolfo Vilafranca Florit. El motiu fou l'ús del recinte de Llatzaret i recursos de la mateixa institució per a la celebració d'una festa privada. Fou substituïda pel Sr. Antonio Periano Parpal, que prengué possessió del càrrec el 10 d'octubre de 2023. | 1 |
| El 5 de novembre de 2023 esclata la segona crisi al govern del Consell Insular de Menorca. La Sra. Maite de Medrano de Olives, consellera d'Habitatge, Ocupació, Innovació i Agenda Urbana fa pública la sol·licitud de destitució del director insular d'Habitatge, Ocupació, Innovació i Agenda Urbana, el Sr. Ricardo Galí Asmarats per "pèrdua total de confiança". El 9 de novembre de 2023, el president Sr. Adolfo Vilafranca Florit anuncia el cessament del Sr. Galí i el nomenament del seu substitut, el Sr. Jaume Fedelich Carretero com a nou director insular de l'única conselleria gestionada per VOX. Fins aleshores ocupava el càrrec de regidor de Comerç, Turisme, Transparència i Innovació de l'Ajuntament des Castell. El 14 de novembre de 2023, el president del Consell Insular de Menorca, Sr. Adolfo Vilafranca Florit cessa a la consellera d'Habitatge, Ocupació, Innovació i Agenda Urbana, la Sra. María de Teresa de Medrano de Olives. Va succeir després de la polèmica entorn del cessament del director insular de la conselleria i el nomenament del seu substitut per part del Partit Popular de Menorca. Les àrees de gestió es reordenaren de la següent forma: Habitatge i Agenda Urbana s'integra al Departament d'Ordenació Territorial i Turística. Ocupació i Formació formarà part del Departament de Cultura, Educació, Joventut i Esports. Innovació i Tecnologia passa a formar part del Departament d'Economia i Serveis Generals. D'aquest moment, la Sra. Medrano és consellera a l'oposició i portaveu de VOX al Consell Insular de Menorca. Finalment, el Departament d'Ordenació Territorial i Turística del Consell Insular de Menorca es reestructura amb un nou funcionament intern. El 21 de novembre de 2023, prengué possessió del càrrec de director insular d'Ordenació Turística i Agenda Urbana, Jaime Fedelich Carretero. A més, Isabel Gómez Martí exercirà de directora d'Ordenació Territorial i Habitatge. | El 5 de novembre de 2023 esclata la segona crisi al govern del Consell Insular de Menorca. La Sra. Maite de Medrano de Olives, consellera d'Habitatge, Ocupació, Innovació i Agenda Urbana fa pública la sol·licitud de destitució del director insular d'Habitatge, Ocupació, Innovació i Agenda Urbana, el Sr. Ricardo Galí Asmarats per "pèrdua total de confiança". El 9 de novembre de 2023, el president Sr. Adolfo Vilafranca Florit anuncia el cessament del Sr. Galí i el nomenament del seu substitut, el Sr. Jaume Fedelich Carretero com a nou director insular de l'única conselleria gestionada per VOX. Fins aleshores ocupava el càrrec de regidor de Comerç, Turisme, Transparència i Innovació de l'Ajuntament des Castell. El 14 de novembre de 2023, el president del Consell Insular de Menorca, Sr. Adolfo Vilafranca Florit cessa a la consellera d'Habitatge, Ocupació, Innovació i Agenda Urbana, la Sra. María de Teresa de Medrano de Olives. Va succeir després de la polèmica entorn del cessament del director insular de la conselleria i el nomenament del seu substitut per part del Partit Popular de Menorca. Les àrees de gestió es reordenaren de la següent forma: Habitatge i Agenda Urbana s'integra al Departament d'Ordenació Territorial i Turística. Ocupació i Formació formarà part del Departament de Cultura, Educació, Joventut i Esports. Innovació i Tecnologia passa a formar part del Departament d'Economia i Serveis Generals. D'aquest moment, la Sra. Medrano és consellera a l'oposició i portaveu de VOX al Consell Insular de Menorca. Finalment, el Departament d'Ordenació Territorial i Turística del Consell Insular de Menorca es reestructura amb un nou funcionament intern. El 21 de novembre de 2023, prengué possessió del càrrec de director insular d'Ordenació Turística i Agenda Urbana, Jaime Fedelich Carretero. A més, Isabel Gómez Martí exercirà de directora d'Ordenació Territorial i Habitatge. | El 5 de novembre de 2023 esclata la segona crisi al govern del Consell Insular de Menorca. La Sra. Maite de Medrano de Olives, consellera d'Habitatge, Ocupació, Innovació i Agenda Urbana fa pública la sol·licitud de destitució del director insular d'Habitatge, Ocupació, Innovació i Agenda Urbana, el Sr. Ricardo Galí Asmarats per "pèrdua total de confiança". El 9 de novembre de 2023, el president Sr. Adolfo Vilafranca Florit anuncia el cessament del Sr. Galí i el nomenament del seu substitut, el Sr. Jaume Fedelich Carretero com a nou director insular de l'única conselleria gestionada per VOX. Fins aleshores ocupava el càrrec de regidor de Comerç, Turisme, Transparència i Innovació de l'Ajuntament des Castell. El 14 de novembre de 2023, el president del Consell Insular de Menorca, Sr. Adolfo Vilafranca Florit cessa a la consellera d'Habitatge, Ocupació, Innovació i Agenda Urbana, la Sra. María de Teresa de Medrano de Olives. Va succeir després de la polèmica entorn del cessament del director insular de la conselleria i el nomenament del seu substitut per part del Partit Popular de Menorca. Les àrees de gestió es reordenaren de la següent forma: Habitatge i Agenda Urbana s'integra al Departament d'Ordenació Territorial i Turística. Ocupació i Formació formarà part del Departament de Cultura, Educació, Joventut i Esports. Innovació i Tecnologia passa a formar part del Departament d'Economia i Serveis Generals. D'aquest moment, la Sra. Medrano és consellera a l'oposició i portaveu de VOX al Consell Insular de Menorca. Finalment, el Departament d'Ordenació Territorial i Turística del Consell Insular de Menorca es reestructura amb un nou funcionament intern. El 21 de novembre de 2023, prengué possessió del càrrec de director insular d'Ordenació Turística i Agenda Urbana, Jaime Fedelich Carretero. A més, Isabel Gómez Martí exercirà de directora d'Ordenació Territorial i Habitatge. | El 5 de novembre de 2023 esclata la segona crisi al govern del Consell Insular de Menorca. La Sra. Maite de Medrano de Olives, consellera d'Habitatge, Ocupació, Innovació i Agenda Urbana fa pública la sol·licitud de destitució del director insular d'Habitatge, Ocupació, Innovació i Agenda Urbana, el Sr. Ricardo Galí Asmarats per "pèrdua total de confiança". El 9 de novembre de 2023, el president Sr. Adolfo Vilafranca Florit anuncia el cessament del Sr. Galí i el nomenament del seu substitut, el Sr. Jaume Fedelich Carretero com a nou director insular de l'única conselleria gestionada per VOX. Fins aleshores ocupava el càrrec de regidor de Comerç, Turisme, Transparència i Innovació de l'Ajuntament des Castell. El 14 de novembre de 2023, el president del Consell Insular de Menorca, Sr. Adolfo Vilafranca Florit cessa a la consellera d'Habitatge, Ocupació, Innovació i Agenda Urbana, la Sra. María de Teresa de Medrano de Olives. Va succeir després de la polèmica entorn del cessament del director insular de la conselleria i el nomenament del seu substitut per part del Partit Popular de Menorca. Les àrees de gestió es reordenaren de la següent forma: Habitatge i Agenda Urbana s'integra al Departament d'Ordenació Territorial i Turística. Ocupació i Formació formarà part del Departament de Cultura, Educació, Joventut i Esports. Innovació i Tecnologia passa a formar part del Departament d'Economia i Serveis Generals. D'aquest moment, la Sra. Medrano és consellera a l'oposició i portaveu de VOX al Consell Insular de Menorca. Finalment, el Departament d'Ordenació Territorial i Turística del Consell Insular de Menorca es reestructura amb un nou funcionament intern. El 21 de novembre de 2023, prengué possessió del càrrec de director insular d'Ordenació Turística i Agenda Urbana, Jaime Fedelich Carretero. A més, Isabel Gómez Martí exercirà de directora d'Ordenació Territorial i Habitatge. | El 5 de novembre de 2023 esclata la segona crisi al govern del Consell Insular de Menorca. La Sra. Maite de Medrano de Olives, consellera d'Habitatge, Ocupació, Innovació i Agenda Urbana fa pública la sol·licitud de destitució del director insular d'Habitatge, Ocupació, Innovació i Agenda Urbana, el Sr. Ricardo Galí Asmarats per "pèrdua total de confiança". El 9 de novembre de 2023, el president Sr. Adolfo Vilafranca Florit anuncia el cessament del Sr. Galí i el nomenament del seu substitut, el Sr. Jaume Fedelich Carretero com a nou director insular de l'única conselleria gestionada per VOX. Fins aleshores ocupava el càrrec de regidor de Comerç, Turisme, Transparència i Innovació de l'Ajuntament des Castell. El 14 de novembre de 2023, el president del Consell Insular de Menorca, Sr. Adolfo Vilafranca Florit cessa a la consellera d'Habitatge, Ocupació, Innovació i Agenda Urbana, la Sra. María de Teresa de Medrano de Olives. Va succeir després de la polèmica entorn del cessament del director insular de la conselleria i el nomenament del seu substitut per part del Partit Popular de Menorca. Les àrees de gestió es reordenaren de la següent forma: Habitatge i Agenda Urbana s'integra al Departament d'Ordenació Territorial i Turística. Ocupació i Formació formarà part del Departament de Cultura, Educació, Joventut i Esports. Innovació i Tecnologia passa a formar part del Departament d'Economia i Serveis Generals. D'aquest moment, la Sra. Medrano és consellera a l'oposició i portaveu de VOX al Consell Insular de Menorca. Finalment, el Departament d'Ordenació Territorial i Turística del Consell Insular de Menorca es reestructura amb un nou funcionament intern. El 21 de novembre de 2023, prengué possessió del càrrec de director insular d'Ordenació Turística i Agenda Urbana, Jaime Fedelich Carretero. A més, Isabel Gómez Martí exercirà de directora d'Ordenació Territorial i Habitatge. | 2 |

#### Organismes autònoms
El Consell de Menorca es compon també dels següents organismes:
- Institut Menorquí d'Estudis (IME)
- Consell Econòmic i Social de Menorca (CESM)
- Institut de la Joventut de Menorca (INJOVE)
- Consorci Sociosanitari de Menorca
- Consorci de Residus i Energia de Menorca
- Consorci per a la Protecció de la Legalitat Urbanística en sòl rústic de l'illa de Menorca
- Fundació Destí Menorca